# Gareth Williams (rugby à XV, 1954)
Pour les articles homonymes, voir Gareth Williams et Williams.
Pas d'image ? Cliquez ici

a Compétitions nationales et continentales officielles uniquement.

b Matchs officiels uniquement.
Gareth Williams, né le 6 novembre 1954 à Bedlinog (pays de Galles) et mort le 12 mai 2018 à Bridgend (pays de Galles), est un joueur international gallois de rugby à XV évoluant au poste de troisième ligne centre. 
Son frère cadet, Owain Williams (en), ainsi que son neveu Teddy Williams, sont également des joueurs internationaux gallois de rugby à XV 

## Biographie
Gareth Williams naît le 6 novembre 1954 à Bedlinog au pays de Galles.
Il évolue en club au Bridgend RFC. Il connaît également huit sélections avec les Barbarians entre 1979 et 1983 au cours desquelles il marque douze points.
Il dispute son premier test match avec le pays de Galles le 1er novembre 1980 contre l'équipe de Nouvelle-Zélande et son dernier test match contre l'équipe d'Irlande le 23 janvier 1982.
Il dispute une tournée avec les Lions britanniques en 1980 en Afrique du Sud au cours de laquelle il dispute six rencontres mais aucun test match.
Il meurt le 12 mai 2018 à Bridgend,.

## Statistiques en équipe nationale
- 5 sélections avec l'équipe du pays de Galles
- Sélections par année : 1 en 1980, 3 en 1981, 1 en 1982
- Tournois des Cinq Nations disputés : 1981, 1982